# Dal Shabet
Dal Shabet (hangul: 달샤벳) var en sydkoreansk tjejgrupp bildad 2011 av Happy Face Entertainment (nu Dreamcatcher Company).
Gruppen bestod av de fyra medlemmarna Serri, Ah Young, Woohee och Subin.

## Medlemmar
| Artistnamn   | Artistnamn | Födelsenamn    | Födelsenamn | Födelsedatum      | Medlemstid |
| Romanisering | Hangul     | Romanisering   | Hangul      | Födelsedatum      | Medlemstid |
| Nuvarande    | Nuvarande  | Nuvarande      | Nuvarande   | Nuvarande         | Nuvarande  |
| ------------ | ---------- | -------------- | ----------- | ----------------- | ---------- |
| Serri        | 세리       | Park Mi-yeon   | 박미연      | 16 september 1990 | 2011-idag  |
| Ah Young     | 아영       | Cho Ja-young   | 조자영      | 26 maj 1991       | 2011-idag  |
| Woohee       | 우희       | Bae Woo-hee    | 배우희      | 21 november 1991  | 2012-idag  |
| Subin        | 수빈       | Park Su-bin    | 박수빈      | 12 februari 1994  | 2011-idag  |
| Tidigare     |            |                |             |                   |            |
| Viki         | 비키       | Kang Eun-hye   | 강은혜      | 28 mars 1988      | 2011-2012  |
| Jiyul        | 지율       | Yang Jung-yoon | 양정윤      | 30 juli 1991      | 2011-2015  |
| Gaeun        | 가은       | Cho Ga-eun     | 조가은      | 28 juli 1992      | 2011-2015  |

## Diskografi

### Album
| Albuminformation                                       | Topplacering          | Topplacering   |
| Albuminformation                                       | Sydkorea (Gaon Chart) | Japan (Oricon) |
| ------------------------------------------------------ | --------------------- | -------------- |
| Supa Dupa Diva (EP-skiva) - Släppt: 3 januari 2011     | 9                     | —              |
| Pink Rocket (EP-skiva) - Släppt: 14 april 2011         | 7                     | —              |
| Bling Bling (EP-skiva) - Släppt: 11 augusti 2011       | 55                    | —              |
| Hit U (EP-skiva) - Släppt: 26 januari 2012             | 1                     | —              |
| Bang Bang (Studioalbum) - Släppt: 6 juni 2012          | 7                     | —              |
| Have, Don't Have (EP-skiva) - Släppt: 13 november 2012 | 5                     | —              |
| Be Ambitious (EP-skiva) - Släppt: 20 juni 2013         | 10                    | —              |
| B.B.B (EP-skiva) - Släppt: 8 januari 2014              | 7                     | —              |
| Joker Is Alive (EP-skiva) - Släppt: 15 april 2015      | 8                     | —              |
| Naturalness (EP-skiva) - Släppt: 5 januari 2016        | 10                    | —              |
| FRI. SAT. SUN (EP-skiva) - Släppt: 29 september 2016   | 12                    | —              |

### Singlar
| År        | Titel              | Topplacering          | Topplacering   |
| År        | Titel              | Sydkorea (Gaon Chart) | Japan (Oricon) |
| Koreanska | Koreanska          | Koreanska             | Koreanska      |
| --------- | ------------------ | --------------------- | -------------- |
| 2011      | "Supa Dupa Diva"   | 18                    | —              |
| 2011      | "Pink Rocket"      | 17                    | —              |
| 2011      | "Bling Bling"      | 9                     | —              |
| 2012      | "Hit U"            | 11                    | —              |
| 2012      | "Mr. BangBang"     | 19                    | —              |
| 2012      | "Have, Don't Have" | 22                    | —              |
| 2013      | "Be Ambitious"     | 14                    | —              |
| 2014      | "B.B.B"            | 15                    | —              |
| 2016      | "Someone Like U"   | 89                    | —              |
| 2016      | "FRI. SAT. SUN"    | 138                   | —              |
| Japanska  |                    |                       |                |
| 2015      | "Hard 2 Love"      | —                     | 36             |